# As Maçãs do Sr. Peabody
Mr. Peabody's Apples (As Maçãs do Sr. Peabody, no Brasil e em Portugal) é um livro ilustrado escrito pela artista norte-americana Madonna e lançado em 10 de novembro de 2003 pela Callaway Arts & Entertainment. O livro apresenta um conto moral inspirado em uma história de 300 anos do rabino Baal Shem Tov, que Madonna conheceu por meio de seu professor de Cabala. O protagonista, Sr. Peabody, é vítima de rumores espalhados por um menino e ensina uma lição sobre o impacto das palavras. Mr. Peabody's Apples foi ilustrado por Loren Long, que se inspirou no regionalismo americano e em figuras reais para criar os personagens.
Mr. Peabody's Apples chegou ao público em mais de 150 países e 36 idiomas, sendo o segundo livro infantil de Madonna, após The English Roses. A cantora promoveu a obra por meio de parcerias com Audible.com e Apple Music, além de aparições em programas de entrevistas nos EUA. Apesar das avaliações negativas, o livro estreou na lista dos mais vendidos do The New York Times.

## Antecedentes e concepção

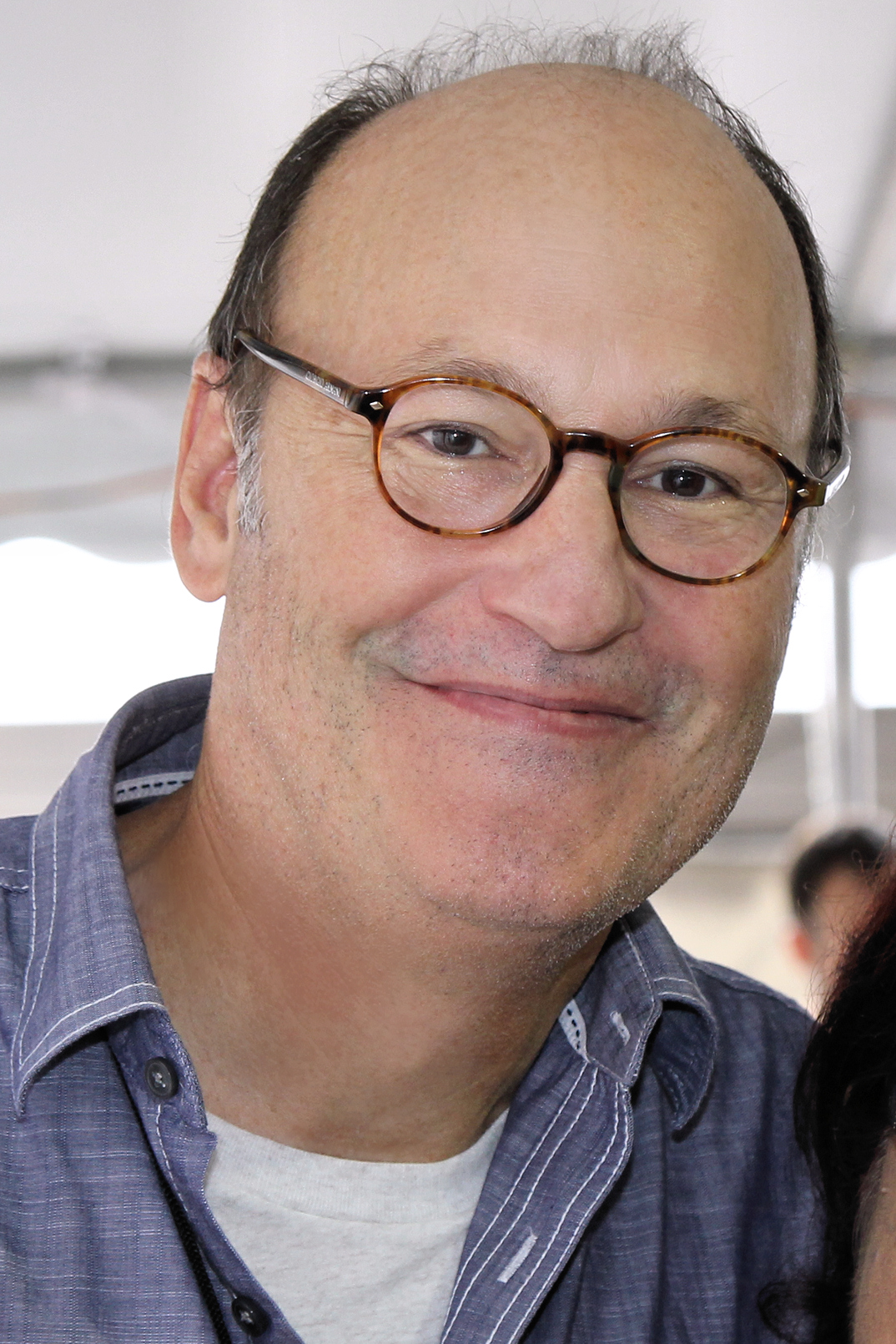
Loren Long foi o responsável pelas ilustrações da obra.

Em 2003, Madonna assinou com a Callaway Arts & Entertainment para publicar seu primeiro livro destinado ao público infantil, The English Roses, que foi traduzido para 42 línguas e publicado em mais de 100 países ao redor do mundo. O livro alcançou o primeiro lugar na lista dos mais vendidos do The New York Times, onde permaneceu por 18 semanas. Depois do sucesso de The English Roses, Madonna se dedicou à criação de seu segundo livro infantil, Mr. Peabody’s Apples. No prefácio, Madonna expressou sua gratidão aos "professores de todos os lugares" e reforçou a lição sobre o poder das palavras. Ela mencionou que Mr. Peabody's Apples tem como base uma história de 300 anos do rabino Baal Shem Tov, que ouviu de seu professor de Cabala, e desejava compartilhar sua essência com os leitores.
A intenção de Callaway e Madonna era situar a narrativa nos anos 1940, capturando a atmosfera de uma cidade pequena com um toque cinematográfico. Segundo o The Times, a obra remete ao universo moralista de Jimmy Stewart e It's a Wonderful Life, com elementos icônicos como torta de maçã, cercas, beisebol, milkshakes e a distinção entre o bem e o mal. Loren Long se inspirou no movimento regionalista americano e no realismo clássico para criar as ilustrações do livro. Para dar vida ao Sr. Peabody, Loren Long se inspirou em um mecânico de automóveis de Joplin, Missouri, enquanto Billy Little foi criado com base em seu filho, Griffith. Long escolheu Jonathan Whitney, um morador local, como referência para Tommy Tittlebottom, destacando sua personalidade travessa e comparando-o ao personagem Dennis the Menace.
Lançado em 10 de novembro de 2003, Mr. Peabody's Apples chegou a leitores de mais de 150 países e foi traduzido para 36 idiomas ao redor do mundo. A divulgação do livro contou com a colaboração de Audible.com e Apple Music, além de duas entrevistas exclusivas de Madonna na Radio KOL e um vídeo onde ela narra a história na AOL. Segundo a revista The Bookseller, a obra foi lançada com uma tiragem inicial de 130,000 cópias. De acordo com Nicholas Callaway, o livro chegaria ao público simultaneamente por meio de lojas on-line, edições impressas e plataformas de áudio. Para divulgar o lançamento, Madonna esteve presente em vários eventos, como a feira do livro na Montclair Kimberley Academy, onde realizou uma leitura ao vivo de trechos do mesmo. A cantora marcou presença em programas de entrevistas na televisão, como The Tonight Show with Jay Leno, Live with Kelly and Ryan e Late Show with David Letterman, como parte da divulgação.

## Recepção crítica e comercial
Mr. Peabody's Apples estreou no topo da lista dos mais vendidos do The New York Times e permaneceu no topo por três semanas. Até outubro de 2004, a obra registrava um total de 127,000 cópias vendidas, conforme dados da Nielsen BookScan. O livro alcançou a marca de 4,000 unidades vendidas na Estônia. A crítica não recebeu o material de maneira entusiasmada; Samantha Critchell, da Associated Press, classificou o livro como "um pouco bobo". Embora a expectativa fosse de um grande sucesso comercial, a crítica considerou sua premissa "ultrapassada", já que crianças e jovens poderiam não se interessar por uma história de moral. "Dado o renome de Madonna, surpreende que ela tenha recorrido a um conto centenário para tratar do valor da verdade e das consequências das fofocas", concluiu. Deirdre Donahue, do USA Today, apontou que Madonna escolheu o nome Billy Little para o personagem apenas por ele ser baixinho. Também considerou a narrativa superficial em comparação com The English Roses e descreveu Mr. Peabody's Apples como "um conto monótono", com uma mensagem "previsível". Em sua resenha para a Tablet, Ayelet Waldman afirmou que Mr. Peabody's Apples apresentava uma moral clara e uma metáfora "agradável".

## Histórico de lançamento
| Região         | Data                   | Formato                       | Editora                  | Ref.          |
| -------------- | ---------------------- | ----------------------------- | ------------------------ | ------------- |
| Reino Unido    | 7 de novembro de 2003  | Audiolivro                    | Callaway                 | [ 28 ]        |
| Estados Unidos | 10 de novembro de 2003 | Capa dura Brochura Audiolivro | Callaway                 | [ 29 ] [ 30 ] |
| Reino Unido    | 10 de novembro de 2003 | Capa dura                     | Puffin Books             | [ 31 ]        |
| Reino Unido    | 11 de novembro de 2003 | Brochura                      | Puffin Books             | [ 32 ]        |
| França         | 11 de novembro de 2003 | Capa dura                     | Scholastic Canada        | [ 33 ]        |
| Espanha        | 11 de novembro de 2003 | Capa dura                     | Scholastic International | [ 34 ]        |
| Itália         | 2 de janeiro de 2004   | Capa dura                     | Puffin Books             | [ 35 ]        |
| Alemanha       | 6 de abril de 2006     | Audiolivro                    | Feltrinelli              | [ 36 ]        |